# Etcharry
Etcharry – miejscowość i gmina we Francji, w regionie Nowa Akwitania, w departamencie Pireneje Atlantyckie.
Według danych na rok 1990 gminę zamieszkiwały 143 osoby, a gęstość zaludnienia wynosiła 19 osób/km² (wśród 2290 gmin Akwitanii Etcharry plasuje się na 1033. miejscu pod względem liczby ludności, natomiast pod względem powierzchni na miejscu 1239.).